# The Liberation Tour
A The Liberation Tour foi a quinta turnê da artista musical norte-americana Christina Aguilera. Com foco na divulgação de seu oitavo disco, Liberation (2018), o espetáculo contou com vinte e quatro datas na América do Norte, sendo que seu início aconteceu em 25 de setembro de 2018, em Hollywood, Flórida,  finalizando em 13 de novembro de 2018, em São Petersburgo, Flórida. O concerto marcou ainda o retorno aos palcos da artista depois de uma década desde a Back to Basics Tour (2006–08).

## Atos de abertura
- Big Boi (datas norte-americanas)[4]

## Repertório
O repertório abaixo é constituído do show da turnê, realizado em 8 de Outubro de 2018, não sendo representativo de todas as apresentações.

1. "Searching for Maria"
2. "Maria"
3. "Genie in a Bottle"
4. "Dirrty"
5. "Sick of Sittin'"
6. "What a Girl Wants / Come On Over Baby (All I Want is You)"
7. "Keep On Singin' My Song"
8. "Can't Hold Us Down"
9. "Deserve"
10. "Accelerate"
11. "Elastic Love / Woohoo / Bionic"
12. "Express Intro / Lady Marmalade"
13. "Ain't No Other Man"
14. "Say Something"
15. "It's a Man's Man's Man's World" (Cover de James Brown)
16. "Fighter"
17. "Fall in Line"
18. "Twice"
19. "Beautiful"

Bis
1. "Unless It's With You"
2. "Let There Be Love"

## Datas da turnê
| América do Norte       |                 |                |                                  |
| 25 de setembro de 2018 | Hollywood       | Estados Unidos | Hard Rock Live                   |
| 28 de setembro de 2018 | Atlantic City   | Estados Unidos | Etess Arena                      |
| 30 de setembro de 2018 | Oxon Hill       | Estados Unidos | MGM National Harbor              |
| 3 de outubro de 2018   | Nova Iorque     | Estados Unidos | Radio City Music Hall            |
| 4 de outubro de 2018   | Nova Iorque     | Estados Unidos | Radio City Music Hall            |
| 6 de outubro de 2018   | Uncasville      | Estados Unidos | Mohegan Sun Arena                |
| 8 de outubro de 2018   | Boston          | Estados Unidos | Wang Theatre                     |
| 11 de outubro de 2018  | Orilla          | Canadá         | Casino Rama Entertainment Centre |
| 13 de outubro de 2018  | Detroit         | Estados Unidos | Fox Theatre                      |
| 16 de outubro de 2018  | Chicago         | Estados Unidos | Chicago Theatre                  |
| 17 de outubro de 2018  | Chicago         | Estados Unidos | Chicago Theatre                  |
| 19 de outubro de 2018  | Denver          | Estados Unidos | Pepsi Center                     |
| 22 de outubro de 2018  | Oakland         | Estados Unidos | Paramount Theatre                |
| 24 de outubro de 2018  | Indio           | Estados Unidos | Fantasy Springs Resort Casino    |
| 26 de outubro de 2018  | Los Angeles     | Estados Unidos | Greek Theatre                    |
| 27 de outubro de 2018  | Las Vegas       | Estados Unidos | The Colosseum at Caesars Palace  |
| 29 de outubro de 2018  | Phoenix         | Estados Unidos | Comerica Theatre                 |
| 1 de novembro de 2018  | Sugar Land      | Estados Unidos | Smart Financial Centre           |
| 3 de novembro de 2018  | Thackerville    | Estados Unidos | WinStar Global Center            |
| 4 de novembro de 2018  | Tulsa           | Estados Unidos | Paradise Cove                    |
| 6 de novembro de 2018  | St. Louis       | Estados Unidos | Peabody Opera House              |
| 9 de novembro de 2018  | Nova Orleães    | Estados Unidos | Saenger Theatre                  |
| 11 de novembro de 2018 | Atlanta         | Estados Unidos | Fox Theatre                      |
| 13 de novembro de 2018 | São Petersburgo | Estados Unidos | Mahaffey Theater                 |